# Semien Bench
Semien Bench (ou Semen Bench, ; littéralement « Nord Bench ») est un woreda de la zone Bench Sheko de la région Éthiopie du Sud-Ouest. Sa partie nord se détache récemment sous le nom de Gidi Bench.
Ce district a 106 490 habitants en 2007.
Limitrophe des zones Sheka et Keffa, il est bordé dans la zone Bench Sheko par Shay Bench, Debub Bench et Sheko.
La rivière Gilo, un sous-affluent du Nil Blanc, prend sa source dans le district.
Son centre administratif, Bri ou Buri, se situe au nord-est de Mizan Aman, et compte 5 331 habitants en 2007.
Comme toute la zone Bench Sheko, le district fait partie de la région des nations, nationalités et peuples du Sud jusqu'à la création de la région Éthiopie du Sud-Ouest en 2021.
En 2022, sa population est estimée à 145 932 personnes avec une densité de population de 372 personnes par km2 et 393 km2 de superficie.
Entre-temps, à la fin des années 2010 ou au début des années 2020, la partie nord de Siemen Bench forme un nouveau woreda de 122 km2 de superficie qui prend le nom de Gidi Bench,.